# Griselda Pollock
Griselda Pollock (11 de março de 1949) é uma teórica, analista e intelectual dos estudos feministas pós-coloniais nas artes visuais. Ela é conhecida por suas inovações teóricas e metodológicas. Desde 1977, Pollock é uma influente intelectual de arte moderna, vanguardista, pós-moderna e contemporânea. Ela também atua nas áreas de teoria feminista, história da arte feminista e estudos de gênero.

## Vida e trabalho
Nascida na África do Sul, Griselda Pollock cresceu entre o Canadá anglófono e francófono. Em sua adolescência, se mudou para a Inglaterra, estudando História Moderna na Universidade de Oxford (1967-1970) e História da Arte Europeia no Instituto Courtauld (1970-72). Ela  concluiu seu doutorado em 1980, desenvolvendo a tese "Vincent van Gogh e arte holandesa: uma leitura de suas noções de moderno".  Depois de atuar como professora nas universidades de Reading e Manchester, Pollock foi para a Universidade de Leeds, em 1977. Em 2001, ela tornou-se diretora do Centro de Análise Cultural, Teoria e História da universidade, onde é professora titular de Histórias da Arte Sociais e Críticas.

## História da arte
Griselda Pollock é considerada uma das principais proponentes da relação entre feminismo e história da arte. Em seu trabalho, ela desafia modelos comuns de arte e história da arte que excluem o papel da mulher na arte, explorando as estruturas sociais que levaram a esse processo de exclusão. Ela também pesquisa a relação entre a arte e a psicanálise, baseando-se no trabalho de teoristas culturais franceses. Ela é conhecida pelo seus trabalhos sobre os artistas Jean-François Millet, Vincent van Gogh, Mary Cassatt, Eva Hesse e Charlotte Salomon.
Em 2014, ela foi convidada para participar como apresentadora da BBC no remake da série de 1969 Civilization, originalmente estrelado pelo historiador da arte Kenneth Clark.